# Dead cat bounce
En finance, un dead cat bounce (rebond du chat mort en anglais) est une petite reprise de courte durée dans le prix d'une valeur mobilière en déclin. Dérivée de l'idée que « même un chat mort va rebondir s'il tombe d'une grande hauteur », qui est originaire de Wall Street, est également populairement appliqué à tous les cas où un sujet éprouve une brève résurgence au cours ou à la suite d'un grave déclin.

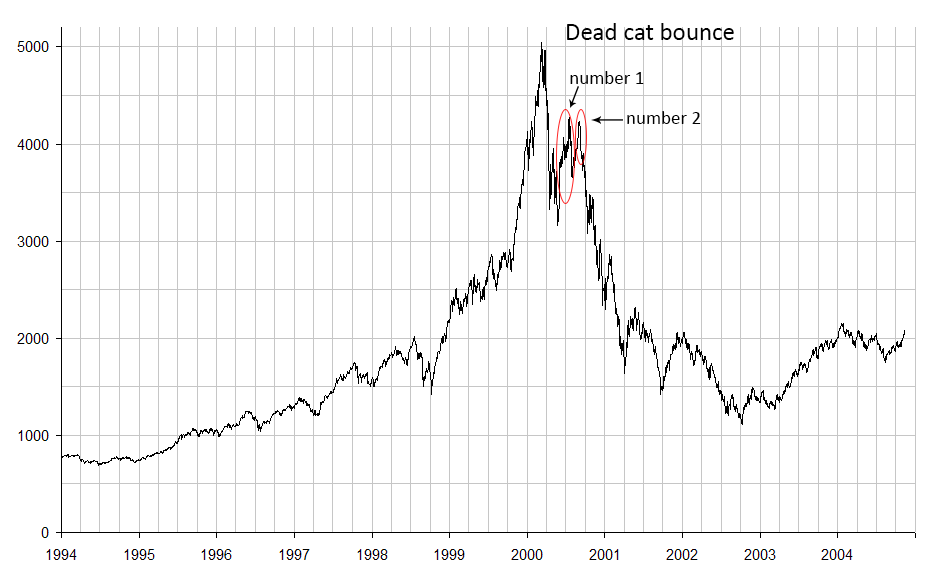
Exemple de Dead cat bounce.

## L'histoire
La première citation de la phrase dans les médias d'information date de décembre 1985, lorsque les marchés boursiers de Singapour et de Malaisie ont rebondi après une chute au cours de la récession de l'année. Les journalistes Horace Vanter et Wong Sulong du Financial Times, qui ont été cités comme disant la hausse du marché a été "ce que nous appelons un "dead cat bounce". Les économies Singapourienne et Malaisienne ont continué à tomber, après la cotation, bien que les deux économies aient récupéré dans les années suivantes.
L'expression est également utilisée dans les milieux politiques pour un candidat ou une politique qui montre un petit rebond positif dans l'approbation après un dur et rapide déclin.

## Les variations et utilisation
L'utilisation standard du terme se rapporte à une courte hausse du prix de l'action, qui a subi une chute. Dans d'autres cas, le terme est utilisé exclusivement pour se référer à des valeurs mobilières ou des stocks qui sont considérés comme étant de faible valeur. Tout d'abord, les titres ont une mauvaise performance. Deuxièmement, la baisse confirme que l'entreprise sous-jacente est faible (par exemple, la baisse des ventes ou fragilités financières). Parallèlement à cela, il est douteux que la sécurité pourra revenir avec de meilleures conditions (globale du marché ou de l'économie).
Quelques variations sur la définition du terme comprennent:
- Une action dans un grave déclin a une forte chance rebondir sur la baisse[6].
- Un petit mouvement de hausse des prix dans un marché baissier , après que le marché continue de baisser[7],[8].

### L'analyse technique
Un modèle dead cat bounce peut être utilisé comme une partie de l'analyse technique de la méthode de la négociation d'actions. L'analyse technique décrit un dead cat bounce comme un modèle de continuation qui ressemble au début comme un renversement de la tendance.